# Juancheng
Der Kreis Juancheng (chinesisch 鄄城县, Pinyin Juànchéng Xiàn) ist ein Kreis, der zum Verwaltungsgebiet der bezirksfreien Stadt Heze im Südwesten der ostchinesischen Provinz Shandong gehört. Die Fläche beträgt 1.041 Quadratkilometer und die Einwohnerzahl 721.898 (Stand: Zensus 2010). 1999 zählte Juancheng 748.181 Einwohner.